# Franciscaines adoratrices de la Sainte Croix
Les Franciscaines adoratrices de la Sainte Croix (en latin : Institutum Sororum Adoratricum S. Crucis) sont une congrégation religieuse féminine enseignante et hospitalière de droit pontifical.

## Historique
En 1826, Marie Velotti reçoit l'habit du Tiers-Ordre franciscain à Lauro et prend le nom de Marie Louise du Saint-Sacrement. Après avoir vécu quelque temps dans une retraite à Capodimonte, elle fonde en 1876 la congrégation des sœurs Adoratrices de la Sainte Croix à Naples. En 1884, elle déménage à Casoria où la communauté se développe avec l'aide de Bernardin de Portogruaro (it) et Ludovic de Casoria.
L'institut est agrégé à l'ordre des Frères mineurs en 1887 puis de nouveau le 2 novembre 1939, et reçoit le décret de louange le 14 juillet 1956. 

## Activités et diffusion
Les sœurs se dédient à l'enseignement et à l'assistance aux malades, aux personnes âgées et personnes handicapés. 
La maison-mère est à Rome.
En 2017, la congrégation comptait 178 sœurs dans 28 maisons.